# Madison (Pensilvania)
Madison es un borough ubicado en el condado de Westmoreland en el estado estadounidense de Pensilvania. En el año 2000 tenía una población de 510 habitantes y una densidad poblacional de 371.7 personas por km².

## Geografía
Madison se encuentra ubicado en las coordenadas 40°14′55″N 79°40′46″O / 40.24861, -79.67944.

## Demografía
Según la Oficina del Censo en 2000 los ingresos medios por hogar en la localidad eran de $41,875 y los ingresos medios por familia eran $46,250. Los hombres tenían unos ingresos medios de $27,321 frente a los $23,958 para las mujeres. La renta per cápita para la localidad era de $20,773. Alrededor del 5.9% de la población estaba por debajo del umbral de pobreza.